# Rio Rico (Arizona)
Rio Rico ist ein als Census-designated place (CDP) eingestufter Ort in Santa Cruz County, Arizona, Vereinigte Staaten.
In den 1920er Jahren war der Ort bekannt für Alkoholausschank, Glücksspiel und Prostitution.
Das U.S. Census Bureau hat bei der Volkszählung 2020 eine Einwohnerzahl von 20.549 ermittelt. Mit der Volkszählung 2010 wurden die ehemaligen CDPs Rio Rico Northwest, Rio Rico Northeast, Rio Rico Southwest und Rio Rico Southeast zum CDP Rio Rico zusammengefasst.
Rio Rico liegt an der Interstate 19. Die Grenze zu Mexiko befindet sich 20 km südlich. Der Santa Cruz River fließt durch den Ort.